# 이명흠 (1902년)
이명흠(李明欽, 일본식 이름: 琴山泉고토야마 젠, 1902년 12월 16일 ~ 1973년 7월 17일)은 일제강점기, 대한민국의 경찰로, 본적은 서울특별시 종로구 효제동이다.

## 생애
1922년 2월 조선총독부 도경부보 시험에 합격했으며 1923년 평안북도 의주경찰서 경부보에 임명되었다. 1928년 평안북도 벽동경찰서 경부보로 임명되었고 1929년부터 1935년까지 평안북도 정주경찰서에서 경부로 근무하였다. 1931년 9월 만주사변 당시부터 1934년 3월까지 국경 경비 업무를 담당하는 동안 일본군의 군사 수송과 항일 무장 세력 탄압을 지원했으며 1934년 8월 28일 만주 사변 당시에 세운 공로를 인정받아 조선총독부로부터 위로(慰勞) 갑에 상신되었다.
1932년 10월 1일 일본 정부로부터 쇼와 5년 국세조사기념장을 받았으며 평안북도 강계경찰서(1936년 ~ 1937년)와 평안북도 신의주경찰서(1938년 ~ 1941년)에서 경부로 근무했다. 1937년부터 1940년까지 유언비어와 기타 시국범죄에 대한 단속, 국경 지대 특별 경비 업무 등을 맡았고 일본군의 군사 작전 수행을 위한 후방 치안 확보 및 군수품 수송에 적극 협력했다.
1940년 4월 29일 중일 전쟁에 협력한 공로를 인정받아 조선총독부로부터 공로(功勞)에 상신되었으며 1941년부터 1943년까지 평안북도 경부로 재직했다. 1941년 7월 8일 일본 정부로부터 훈8등 서보장을 받았으며 1945년 2월 24일 조선총독부 경시와 충청북도 청주경찰서장으로 임명되었다. 광복 이후에는 강원도경찰청 부청장과 경찰전문학교 교무과장을 역임했다. 민족문제연구소의 친일인명사전 수록자 명단의 경찰 부문과 친일반민족행위진상규명위원회가 발표한 친일반민족행위 705인 명단에 포함되었다.

## 참고 문헌
- 친일반민족행위진상규명위원회 (2009). 〈이명흠〉. 《친일반민족행위진상규명 보고서 Ⅳ-12》. 서울. 627-633쪽.